# Youssef Koubali
Youssef Koubali (Weert, 5 augustus 1988) is een Nederlands voetballer.